# Procymidon
Procymidon ist eine chemische Verbindung aus der Gruppe der Dicarbonsäureimide.

## Gewinnung und Darstellung
Procymidon kann durch Reaktion von 1,3-Dimethylcyclopropandicarbonsäureanhydrid mit 3,5-Dichloranilin und anschließender Umsetzung mit Essigsäureanhydrid gewonnen werden. Im ersten Schritt entsteht unter Ringöffnung des cyclischen Anhydrids ein offenkettiges Carbonsäureamid mit einer freien Carbonsäuregruppe. Diese Verbindung ist zwar chiral aber entsteht als Racemat bzw. Enantiomerenpaar da die Ausgangsverbindungen achiral sind. Da die Chiralität im Folgeschritt wieder aufgehoben wird wäre hier eine selektive Synthese überflüssig. Das offenkettige Carbonsäureamid wird in der Folgereaktion mit Essigsäureanhydrid wieder cyclisiert und man erhält Procymidon als cyclisches Imid. Sowohl das als Ausgangsverbindung benutzte Anhydrid als auch das Procymidon sind achiral, da sie eine Spiegelebene besitzen und somit beide eine Meso-Verbindung darstellen.

## Eigenschaften
Procymidon ist ein farbloser Feststoff, der unlöslich in Wasser ist.

## Verwendung
Procymidon wird als Fungizid verwendet. Er wurde insbesondere gegen den Schadpilz Grauschimmel (Botrytis cinerea) eingesetzt. Aufgrund der hohen genetischen Variabilität ist die Resistenzneigung dieses Pilzes jedoch sehr hoch.

## Regulierung

### EU
Pflanzenschutzmittel mit diesem Wirkstoff sind seit 1997 in Deutschland nicht mehr zugelassen. In der EU erfolgte 2006 eine erneute Zulassung für Gurken in Gewächshäusern (geschlossene Hydrokultursysteme) und Pflaumen (zur Verarbeitung). Im Jahr 2007 kam die Verbindung in die Schlagzeilen, da Greenpeace eine Überschreitung die sogenannten Akuten Referenzdosis (ARfD) bei Tafeltrauben in deutschen und österreichischen Supermärkten bemängelte. Laut den Warenhausketten liegt die Belastung jedoch deutlich unter der in der EU zulässigen Höchstgrenzen, da dort die ARfD nicht berücksichtigt wird. Die Wirkung beruht auf der Hemmung der Triglyceridsynthese bei Pilzen.
Das Europäische Arzneibuch legt als Grenzwert für Procymidon-Rückstände in pflanzlichen Drogen 0,1 mg·kg−1 fest.

## Zulassung
Die Verwendung von Procymidon in der EU ist seit Juli 2008 verboten. Die Erlaubte Tagesdosis beträgt 0,0028, die Akute Referenzdosis 0,012 und die Annehmbare Anwenderexposition 0,12 Milligramm pro Kilogramm Körpergewicht und Tag. Auch in der Schweiz sind keine Pflanzenschutzmittel mit diesem Wirkstoff zugelassen.

## Sicherheitshinweise
Bei Procymidon wurde im Tierversuch eine antiandrogene Wirkung nachgewiesen.